# 이시이 유카
이시이 유카(石井優香, いしい ゆうか, 1987년 11월 5일 도쿄도 ~ )는 일본의 프리랜서 아나운서이다. 前 NHK 미토 방송국의 계약직 캐스터로 활동을 했었다. 배우자는 現 NHK 아나운서인 이와노 요시키이다.

## 생애
이시이 유카(石井優香)는 1987년 11월 5일 일본 도쿄도에서 태어났다. 그녀는 대학교 시절에 2010년 7월부터 반년 간 도쿄 메트로폴리탄 텔레비전(TOKYO MX)의 『 U·LA·LA@7』의 수요일 담당 학생 아나운서로서 활동했었다. 그리고 대학 졸업 후 그리고 2011년부터 2014년까지 3년간 NHK 미토 방송국 계약 캐스터로 입사를 했다. 그녀는 뉴스 와이드 이바라키의 캐스터를 담당했었다가 2014년 3월 당시 NHK 미토 방송국에서 있었던 이와노 요시키 아나운서와 결혼을 하면서 퇴사를 했다. 현재는 프리 아나운서이다.

## 신상 정보
키는 165cm이고 혈액형은 AB형이다. 취미는 피아노, 요리, 배드민턴이다. 원래 이름은 이시이 유카 (石井優香)이지만 이와노 요시키 아나운서와 결혼해 이와노 아나운서의 성을 따서 본명은 이와노 유카(岩野優香) 이기도 하다.

## 배우자
- 남편: 이와노 요시키: NHK 아나운서